# Фуряев, Геннадий Иванович
Геннадий Иванович Фуряев (1936—2013) — строитель, Герой Социалистического Труда (1971).

## Биография
Родился 23 ноября 1936 года в посёлке Вербилки Талдомского района Московской области. После окончания школы-семилетки работал сначала почтальоном, затем перешёл на торфодобывающее предприятие. С сентября 1953 года работал строителем в СМУ-2 треста «Легпромстрой», строил жилые дома в Москве. В апреле 1954 года уехал в Петропавловск-Камчатский, где работал плотником в СМУ-8 треста «Камчатрыбстрой». В 1955—1957 годах служил в Советской Армии.
За время работы в СМУ-8 прошёл путь от плотника до прораба. С сентября 1960 года Фуряев был назначен начальником первой на Камчатке комплексной строительной бригады. Под его руководством она успешно построила ряд жилых и промышленных объектов Петропавловска-Камчатского, в том числе цеха судоверфи имени В. И. Ленина, ТЭЦ № 1, жестяно-баночную фабрику. Всё это было достигнуто с экономией средств и строительных материалов при стабильно высоком качестве работ.
Указом Президиума Верховного Совета СССР от 5 апреля 1971 года за «выдающиеся успехи в выполнении заданий пятилетнего плана по строительству и вводу в действие производственных мощностей, жилых домов и объектов культурно-бытового назначения»  был удостоен звания Героя Социалистического Труда с вручением ему ордена Ленина и медали «Серп и Молот».
В 1977 году окончил Всесоюзный юридический заочный институт, в 1980 году — Хабаровскую совпартшколу. Работал на партийных и хозяйственных должностях в органах власти Камчатской области. С 1998 года Фуряев руководил административно-хозяйственным отделом Федерации профсоюзов Камчатки. 
Скончался 25 октября 2013 года.
Заслуженный строитель РСФСР, Почётный гражданин Петропавловска-Камчатского.